# Österreichische Gesellschaft für Wissenschaftsgeschichte
Die Österreichische Gesellschaft für Wissenschaftsgeschichte (ÖGW), zuvor Österreichische Gesellschaft für Geschichte der Naturwissenschaften, ist eine  historisch-wissenschaftliche Vereinigung in Wien.
Die ÖGW wurde 1980 ins Leben gerufen, und zwar mit der Absicht, ein öffentliches Forum für alle an wissenschaftsgeschichtlichen Themen und Forschungen Interessierten im In- und Ausland zu schaffen. 1992 erfolgte die Umbenennung in Österreichische Gesellschaft für Wissenschaftsgeschichte, um der Beteiligung an allgemeineren, wissenschaftsgeschichtlichen Fragestellungen Rechnung zu tragen. Sie ist Mitglied des Verbands der wissenschaftlichen Gesellschaften Österreichs.
Seit 1981 gibt sie die Mitteilungen der Österreichischen Gesellschaft für Wissenschaftsgeschichte heraus, die seit 1999 mit dem Zusatzvermerk Mensch · Wissenschaft · Magie versehen sind. Zum Tätigkeitsspektrum der Gesellschaft zählen Semestervorträge, Internationale Symposien, Kongressveranstaltungen, Exkursionen sowie Bibliotheks-, Museums- und Archivbesuche mit sachkundigen Führungen. Die ÖGW hat 260 Mitglieder (Stand 2022) aus Österreich und dem Ausland, die größtenteils Universitätsangehörige sind. Langjähriger Präsident der ÖGW (1988 bis 1990 und seit 1992) ist Helmuth Grössing, der auch Mitbegründer der Gesellschaft war.